# Itamuton leptus
Itamuton leptus là một loài tò vò trong họ Ichneumonidae.